# Szpital obywatelski w Toruniu
Szpital obywatelski w Toruniu – dawny gmach szpitala obywatelskiego, wybudowany w stylu niemieckiego modernizmu, znajdujący się przy ul. Juliusza Słowackiego 47/49 na Bydgoskim Przedmieściu w Toruniu.
Szpital został zaprojektowany przez rajcę miejskiego Brunona Gauera pod koniec 1906. W lutym 1907 roku, po naniesieniu kilku poprawek, projekt zaakceptował Urząd Policji Budowlanej. Budynek zaprojektowano na rzucie litery „U”. Budynek oddano do użytku w 1909 roku. Szpital ten był nowocześniejszy niż lecznica miejska przy ulicy Przedzamcze. Na każdym piętrze mieściły się po dwie łazienki oraz kuchnie, pokoje były niewielkie. Wokół gmachu wytyczono ścieżki spacerowe oraz nasadzono zieleń, za szpitalem znajdował się ogród. Aby zapewnić dogodne oświetlenie, zrezygnowano z lokowania sal szpitalnych od północy. Szpital celowo umieszczono z dala od wielkogabarytowej zabudowy mieszkalnej, w pobliżu lasku sosnowego.
Po 1920 roku mieściła się tu Lecznica Dobrego Pasterza. Po II wojnie światowej mieścił się tu: schronisko, internat, Komenda Wojewódzka Milicji Obywatelskiej, bursa szkół średnich (od pocz. lat 80. do 2003). Podczas stanu wojennego w budynku stacjonowały Zmotoryzowane Odwody Milicji Obywatelskiej (ZOMO). W 2003 roku, na mocy porozumienia między Gminą Miasta Toruń a toruńską Kurią Diecezjalną, budynek przeszedł na własność kościoła. W zamian miasto otrzymało tereny należące do parafii pw. Podwyższenia Krzyża Świętego, na których wytyczono ul. Ligi Polskiej. Od 2017 roku w budynku mieści się dom dla duchownych seniorów „Fraternitas”.